# Pajep Jervasjaure
Pajep Jervasjaure är en sjö i Jokkmokks kommun i Lappland och ingår i Luleälvens huvudavrinningsområde. Sjön har en area på 1,61 kvadratkilometer och ligger 577 meter över havet. Pajep Jervasjaure ligger i Pärlälvens fjällurskog Natura 2000-område. Sjön avvattnas av vattendraget Jervasjåkkå.

## Delavrinningsområde
Pajep Jervasjaure ingår i det delavrinningsområde (740064-161251) som SMHI kallar för Utloppet av Pajep Jervasjaure. Medelhöjden är 690 meter över havet och ytan är 37,8 kvadratkilometer. Det finns inga avrinningsområden uppströms utan avrinningsområdet är högsta punkten. Jervasjåkkå som avvattnar avrinningsområdet har biflödesordning 4, vilket innebär att vattnet flödar genom totalt 4 vattendrag innan det når havet efter 276 kilometer. Avrinningsområdet består mestadels av skog (54 procent), sankmarker (13 procent) och kalfjäll (28 procent). Avrinningsområdet har 1,84 kvadratkilometer vattenytor vilket ger det en sjöprocent på 4,9 procent.